# Єврогрупа
Єврогрупа — міністри фінансів країн-членів ЄС, що використовують євро, зустрічаються за день до засідання Ради з економічних і фінансових питань Ради Європейської співдружності. За законом, ця група, в просторіччі іменується «Єврогрупою», не є офіційною структурою Ради Євросоюзу. У вересні 2004 р. Єврогрупа вирішила, що вона повинна мати постійного президента, призначуваного на дворічний термін (з прийняттям Лісабонського договору — на термін 2,5 року). Жан-Клод Юнкер — прем'єр-міністр і міністр фінансів Люксембургу — був призначений першим президентом Єврогрупи, отримавши мандат 1 січня 2005 року по 31 грудня 2006, і був призначений на другий термін у вересні 2006 року. 21 січня 2013 Йерун Дейсселблум, міністр фінансів Нідерландів, був обраний новим президентом Єврогрупи.